# Kristeligt Dagblad
Kristeligt Dagblad är en dansk dagstidning som ges ut måndag till lördag med en upplaga på cirka 25 000 exemplar  Erik Bjerager är tidningens chefredaktör sedan 1994.
Tidningen utgavs första gången 1896, på initiativ av kretsar kring Indre Mission, som kände att de vantolkades av pressen i Köpenhamn. Indre Mission ägde tidningen från 1897 till 1936.
Tidningen höll på att gå i konkurs 1995 efter flera års kraftiga underskott. Den räddades genom att ledningen med framgång genomförde en ekonomisk rekonstruktion där ägarna sköt till nytt aktiekapital. Efter det ägdes tidningen av Kristeligt Dagblads Fond (25%), Det Berlingske Officin (22%) och Chr. Augustinus' Fabrikker (5,5%) samt av 3 000 mindre aktieägare. Dessutom bidrog Dagbladenes Finansieringsinstitut med två miljoner i stöd 1995 samt ytterligare 13 miljoner under de tre följande åren. Med hjälp av en intensiv marknadsföring och en satsning på ämnesområden som tro och etik blev Kristeligt Dagblad under perioden 2001-06 Danmarks snabbast växande betalda tidning.
Det Berlingske Officin sålde i juni 2008 sina aktier till de två övriga storägarna. 